# بهرام شاه (سلجوقي)
أبو منصور بهرام شاه بن طغرل شاه - أمير سلجوقي ، حاكم سلاجقة كرمان التاسع ( 1169م - 1174م ) و الابن البكر لطغرل شاه ، تنازل عن السلطة وحل محله شقيقه أرسلان شاه. 

## ولايته
تولى السلطة بعد وفاة والده عام 563 هـ ، لكنه انخرط في صراعات على الخلافة مع إخوته أرسلان شاه الثاني وتوران شاه الثاني ، وتوفي أخيرًا بمرض عام 570 هـ.
توفي الملك طغرل صاحب كرمان وولي ابنه أرسلان شاه مكانه ونازعه أخوه الأصغر بهرام شاه فحاربه أرسلان وهزمه فلحق بالمؤيد في نيسابور فأنجده بالعساكر.وسار إلى أخيه أرسلان فهزمه وملك كرمان ولحق أرسلان بأصفهان مستنجداً بألدكز فأنجده بالعساكر وارتجع كرمان ولحق بهرام بالمؤيد وأقام عنده. ثم هلك أرسلان فسار بهرام إلى كرمان وملكها.